# KFC Uerdingen 05
Krefelder Fussballclub Uerdingen 05, tidigare FC Bayer 05 Uerdingen, tysk fotbollsklubb från stadsdelen Uerdingen i Krefeld. Klubbens största framgång kom 1985 då man sensationellt blev tysk cupmästare efter finalseger mot Bayern München. 

## Historia
KFC Uerdingen 05 hette tidigare Bayer 05 och har precis som Bayer Leverkusen ett ursprung i kemikoncernen Bayer AG. Bayer Uerdingen skapades ursprungligen 1905 i stadsdelen Uerdingen i Krefeld men blev en del av Bayer AG först 1953 då en fusion skapade FC Bayer 05 Uerdingen. 

### Framgångsåren
Under 1970-talet började klubbens framgångar på elitnivå. Genom bra placeringar i Regionalliga West i början på 1970-talet kom klubben med i den nygrundade andradivisionen 2. Bundesliga Nord. 1975 kom klubben tvåa och kunde via kval mot FK Pirmasens för första gången kvalificera sig för Bundesliga. Den första säsongen slutade med nedflyttning. Jan "Lill-Damma" Mattsson spelade i klubben 1976–1981 och är den näst bästa målskytten genom tiderna med 69 mål på 125 matcher efter Friedhelm Funkel.
Efter att åkt upp och ner mellan Bundesliga och 2. Bundesliga kunde klubben från 1983 etablera sig i Bundesliga. Den bästa noteringen kom i och med tredjeplaceringen säsongen 1985/1986. Men den absolut största framgången kom i den tyska cupen, DFB-Pokal, när laget vann finalen mot Bayern München 1985. I laget återfanns bland annat liberon Matthias Herget som spelade i landslaget. Klubben kvalificerade sig för Cupvinnarcupen och stod där för en legendarisk upphämtning i kvartsfinalomgången. Efter 0–2 i den första matchen mot Dynamo Dresden låg Uerdingen under med 1–3 i paus i den andra matchen. Laget vände och vann med 7–3. 
Brian Laudrup imponerade starkt under sin tid i Bayer Uerdingen och blev utnämnd till Årets fotbollsspelare i Danmark 1989. Han lämnade klubben 1990 och skrev istället på för storklubben Bayern München. Kostnaden var 6 miljoner D-mark, vilket gjorde honom till den dittills dyraste spelaren i Bundesliga.

### Sportslig nedgång
1991 åkte Uerdingen ur Bundesliga men kunde ta sig tillbaka säsongen efter bara för att 1993 åter åka ur. 1994 var laget återigen i Bundesliga. 1996 åkte laget återigen ur och har inte återkommit till Bundesliga.

### KFC Uerdingen 05
1995 bytte man namn till KFC Uerdingen 05 då fotbollsdelen skildes från den del som fortsatte vara en del av Bayer AG. 
2005 tvångsnedflyttades klubben till amatörligan sedan man haft stora ekonomiska oegentligheter.

## Meriter
- DFB-pokal: 1985

## Kända spelare
- Matthias Herget
- Friedhelm Funkel
- Holger Fach
- Manfred Burgsmüller
- Robert Prytz (1987-1988)
- Brian Laudrup (1988-1989)
- Jan Mattsson (1976-1981)